# Lena Müller
Lena Müller (ur. 16 czerwca 1987) – niemiecka wioślarka.

## Osiągnięcia
- Mistrzostwa Świata – Poznań 2009 – czwórka podwójna wagi lekkiej – 1. miejsce[1].
- Mistrzostwa Świata – Hamilton 2010 – czwórka podwójna wagi lekkiej – 1. miejsce[1]
- Mistrzostwa Świata – Bled 2011 – jedynka wagi lekkiej – 3. miejsce[1]